# Spacemen 3
Spacemen 3 était un groupe de rock psychédélique anglais formé en 1982. Le groupe a traversé divers genres, tels le post-punk, le shoegazing et surtout le space rock.
Spacemen 3 a été l'un des groupes les plus influents de la fin des années 1980 et a notamment participé à l'essor du shoegazing, avant de se disloquer en 1991 pour immédiatement donner naissance à cinq groupes qui devinrent le fer de lance du space rock underground anglais dans les années 1990 :
- Spiritualized créé par Jason Pierce, coleader de Spacemen 3
- Spectrum et Experimental Audio Research créé par Peter Kember, coleader de Spacemen 3
- The Darkside
- Slipstream

## Biographie
Le son minimaliste du groupe, caractérisé par des guitares planantes et bourdonnantes, un chant à la limite du talk over et une batterie monolithique, a influencé le mouvement du shoegazing, ainsi que des groupes des deux côtés de l'Atlantique (Galaxie 500, Loop, Bardo Pond et Earth). Certains fans considèrent Spacemen 3 comme un groupe de post-rock, ou de space rock. On peut s'accorder sur le fait que la musique de Spacemen 3 est de nature psychédélique. Jason Pierce (aka J. Spaceman) et Peter Kember (aka Sonic Boom) constituaient le noyau créatif du groupe, qu'ils ont formé à Rugby dans le Warwickshire, après s'être rencontrés en école d'art. D'autres membres effectueront des allées et venues dans le line-up de Spacemen 3 suivant les années : Pete Bain (bassiste, membre de The Darkside), Natty Brooker, Sterling Roswell (Rosco), Will Carruthers, Jonny Mattock (Slipstream), et pour les quelques derniers shows, Mark Refoy (également de Slipstream).
Spacemen 3 était un groupe aux principes esthétiques solidement affirmés, notamment sur le principe du minimalisme : guitares bourdonnantes, feedback, le moins d'accords possibles, batterie martelée. Une des phrases du groupe, « Taking drugs to make music to take drugs to » (« Se droguer pour faire de la musique de drogués [littéralement : se droguer pour faire de la musique qui s'écoute en se droguant] »), illustre bien cette discipline. La mise en scène est également violemment épurée : les musiciens ne jouent qu'assis, jouant sous une couche de couleurs psychédéliques grossièrement projetées vers la scène. Leur approche de la scène excluait, pour faire simple, toute idée de performance. Un autre aspect notable de Spacemen 3 était leur volonté de partager ou de reprendre leurs influences. Titres de chansons, paroles et interviews du groupe sont ponctuées de références à des groupes qui, d'après eux, partagent cette idée esthétique du "minimal is maximal". Pour faire court, citons  The Velvet Underground, The Rolling Stones, The Stooges, Suicide, MC5, Captain Beefheart, le musicien de free jazz Sun Ra, Silver Apples, les groupes de krautrock Kraftwerk et Neu!, les groupes de garage des années 1960 comme 13th Floor Elevators, Red Krayola, The Electric Prunes ; The Beach Boys, Jan and Dean et autres groupes de surf music ; les groupes de rockabilly des années 1980 comme The Cramps, The Gun Club, Tav Falco ; les artistes de blues et de gospel Muddy Waters, Bo Diddley, The Staple Singers et John Lee Hooker ; et les techniques de production de Joe Meek, Brian Wilson et Delia Derbyshire.

## Discographie
Après quelques années passées à donner de petits concerts dans des clubs, ils enregistrent leur premier album en 1986 sur Glass Records. Sound Of Confusion attire une solide base de fans malgré son insuccès commercial. La production suivante, The Perfect Prescription, est généralement considérée comme leur chef-d'œuvre. Cet album élargit encore le public du groupe.
En 1989 sort Playing With Fire. L'album continue dans la lancée musicale et thématique  psychédélique de Spacemen 3. Le single, Revolution, atteint la 1re place du classement UK indépendant. Mais peu après le changement perpétuel de line-up, des problèmes de drogues et des tensions dans le groupe (notamment entre Kember et Pierce) posent la question d'une séparation du groupe. Recurring, réalisé en 1991, est leur dernier véritable album, bien que l'enregistrement reflète les frictions entre Kember et Pierce puisqu'ils enregistrent chacun leur propre moitié de l'album dans deux studios différents, avec une reprise de When Tomorrow Hits de Mudhoney entre les deux parties. Recurring s'avère aujourd'hui être leur œuvre la plus populaire mais dès la sortie de l'album Kember et Pierce ont déjà formé de nouveaux groupes : respectivement Spectrum et Spiritualized. L'ultime conflit qui a provoqué le split est la décision de Pierce de sortir une reprise des Troggs, Any Way That You Want Me, comme premier single de Spiritualized, alors que Kember voulait la reprendre depuis des années.
Depuis la séparation il y a eu de nombreux albums non officiels, demos, live pirates... la plupart issus du label Space Age recordings. Il y a notamment Dreamweapon: An Evening of Contemporary Sitar Music, un drone de 45 minutes joué en public ; Forged Prescriptions, une compilation de démos et de faces B issues de l'enregistrement de The Perfect Prescription. Kember prétend dans les notes de livret que les versions alternatives reproduisent les layers des guitares, mais qu'ils avaient décidé de les retirer parce qu'ils sentaient qu'ils ne pourraient pas les reproduire en concert. 

### Albums Studio
- 1986 Sound of Confusion
- 1987 The Perfect Prescription
- 1989 Playing with Fire
- 1991 Recurring

### Albums enregistrés en public
- 1988 Performance
- 1995 Dreamweapon: An Evening of Contemporary Sitar Music
- 1995 Live In Europe 1989

### Compilation
- 1995 Translucent Flashbacks - The Singles

### EPs
- 1987 Transparent Radiation

### Singles
- 1986 Walkin' With Jesus
- 1988 Take Me to the Other Side
- 1988 Revolution
- 1989 Hypnotized
- 1991 Big City

### Publications non officielles
- 1991 Losing Touch with Your Mind (Compilation de versions alternatives)
- 1994 Taking Drugs to Make Music to Take Drugs To (Démos de l'album Sound of Confusion)
- 1995 For All the Fucked-Up Children of This World We Give You Spacemen 3 (Compilation de démos des débuts du groupe)
- 1995 Spacemen Are Go! (Album live datant de la période Playing with Fire)
- 1995 Revolution or Heroin (Enregistrement live à l'université de london union en 1988)
- 2003 Threebie 3 (Enregistrements live au Melkweg à Amsterdam et à Rugby en 1988)
- 2004 Forged Prescriptions (Version démos et alternatives de l'époque Perfect Prescription)

### Référence culturelle
- Dans l'épisode des Simpsons (saison 27, épisode 1 Le rêve de tout homme) on peut entendre Big City (everybody i know can be found here) lorsque Homer et Candace se promènent dans une rue psychédélique après avoir mélangé de l'alcool et des médicaments contre la narcolepsie d'Homer.